# 穆尔滕湖
穆尔滕湖（德語：Murtensee），又名莫拉湖（法語：Lac de Morat，法語發音：[lak də mɔʁa]），是位于瑞士西部弗里堡州和沃州交界处的一个湖泊，得名于湖南岸的小镇穆尔滕。主要水源是布鲁瓦河。